# Episodi di CatDog (quarta stagione)
La quarta stagione della serie animata CatDog, composta da 10 episodi (11 segmenti), è stata trasmessa negli Stati Uniti d'America da Nickelodeon dal 25 novembre 2000 al 15 giugno 2005.
In Italia è stata trasmessa su Nickelodeon.
| nº | Titolo originale                    | Titolo italiano                          | Prima TV USA     | Prima TV Italia |
| -- | ----------------------------------- | ---------------------------------------- | ---------------- | --------------- |
| 1  | CatDog and the Great Parent Mystery | Il grande mistero dei genitori di CatDog | 25 novembre 2000 |                 |
| 2a | Harasslin' Match                    | Gara di molestie                         | 15 giugno 2003   |                 |
| 2b | Dog the Not-So-Mighty               | Dog supereroe ma non troppo              | 15 giugno 2003   |                 |
| 3a | Mean Bob, We Hardly Knew Ye         | Mean Bob, questo sconosciuto             | Inedito          |                 |
| 3b | CatDog in Winslowland               | CatDog a Winslowlandia                   | Inedito          |                 |
| 4a | Cat Gone Bad                        | Cat "sulla strada"                       | 30 maggio 2004   |                 |
| 4b | The Old CatDog and the Sea          | Il vecchio CatDog e il mare              | 30 maggio 2004   |                 |
| 5a | Cone Dog                            | Il collare di Dog                        | Inedito          |                 |
| 5b | The Ballad of Ol' 159               | La ballata del 159                       | Inedito          |                 |
| 6a | Vexed of Kin                        | Febbre da diamanti                       | 15 giugno 2005   |                 |
| 6b | Meat, Dog's Friends                 | Carne, la migliore amica di Dog          | 15 giugno 2005   |                 |